# مفرزة المساعدة التطوعية

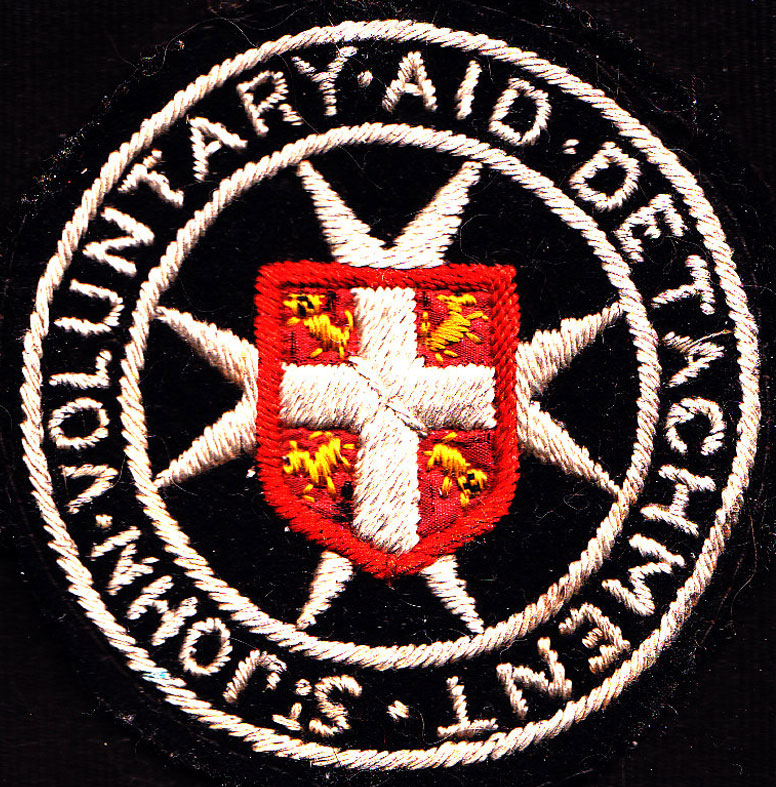
شارة مطرزة من قماش سانت جون (1916)

مفرزة المساعدة التطوعية (اختصارًا VAD) هي وحدة تطوعية مدنية كانت توفر الرعاية التمريضية للأفراد العسكريين في المملكة المتحدة والعديد من البلدان الأخرى في الإمبراطورية البريطانية. كانت أهم فترات عمل هذه الوحدات خلال الحرب العالمية الأولى والحرب العالمية الثانية. على الرغم من أن المتطوعات في المفرزة ارتبطن ارتباطًا وثيقًا بالمجهود الحربي، إلا أنهن لم تكن ممرضات عسكرية، لأنهن لم تكن تحت سيطرة الجيش، على عكس فيلق التمريض بالجيش الملكي للملكة ألكسندرا، وخدمة التمريض التابعة للقوات الجوية الملكية للأميرة ماري، والملكة ألكسندرا. خدمة التمريض البحرية الملكية. عملت ممرضات مفرزة المساعدة التطوعية في المستشفيات الميدانية، على سبيل المثال، بالقرب من ساحة المعركة، وفي أماكن التعافي طويلة الأجل في بريطانيا.

## الحرب العالمية الأولى

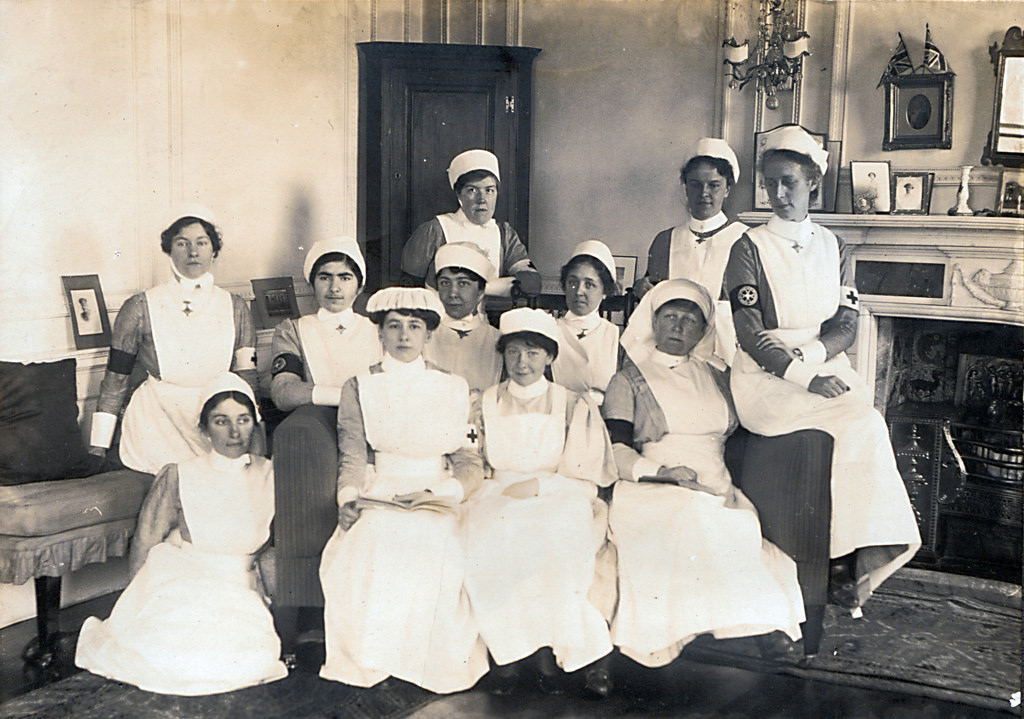
ممرضة في مفرزة المساعدة التطوعية أوليف ميدلتون، الصف الخلفي أقصى اليمين، في عام 1915.

تأسس نظام مفرزة المساعدة التطوعية في عام 1909 بمساعدة الصليب الأحمر البريطاني ووسام القديس يوحنا. بحلول صيف عام 1914 كان هناك أكثر من 2500 مفرزة مساعدات طوعية في بريطانيا. من بين 74000 عضو في مفرزة المساعدة التطوعية في عام 1914، كان ثلثاهم من النساء والفتيات. في أغسطس 1914، بعد اندلاع الحرب في أوروبا مباشرة، اقترح الصليب الأحمر البريطاني ووسام القديس يوحنا تشكيل منظمة حرب مشتركة بهدف العمل بأهداف مشتركة، والحد من ازدواجية الجهود وتزويد أفراد القديس يوحنا ب حماية الصليب الأحمر؛ تم إبرام اتفاقية في 24 أكتوبر 1914.
عند اندلاع الحرب العالمية الأولى، عرض أعضاء مفرزة المساعدة التطوعية بشغف خدمتهم في المجهود الحربي. كان الصليب الأحمر البريطاني مترددًا في السماح للنساء المدنيات بدور في المستشفيات الخارجية: كان معظم المتطوعين من الطبقات المتوسطة والعليا وغير معتادين على المشقة والانضباط التقليدي في المستشفيات. السلطات العسكرية لن تقبل المتطوعات في مفرزة المساعدة التطوعية في خط المواجهة. في البداية، تم تسجيل المتطوعات رسميًا على أنهن تابعات لمستشفى واحد، ولكن مع مرور الوقت، عملوا أيضًا - غالبًا بشكل غير رسمي ولعدة أيام في عدد من المستشفيات في منطقتهم المحلية، مما كان يوفر استمرارية الرعاية لبعض المرضى عند حدوث نقل إلى المستشفى.
أخذت كاثرين فورس متطوعتين إلى فرنسا في أكتوبر 1914، وقيدتهما للعمل كعاملين في المقصف والطهاة. تعرضت أجهزة المساعدة البُطينية، التي تعرضت لإطلاق نار في معركة مفاجئة، للضغط عليها في خدمة مستشفى الطوارئ وبرأت نفسها جيدًا. فتح النقص المتزايد في الممرضات المدربات الباب أمام أجهزة المساعدة البُطينية في المستشفيات العسكرية في الخارج. تم تعيين فورس القائد العام للمفارز وأزيلت القيود. تم قبول المتطوعات فوق سن 23 عامًا ولديهن أكثر من ثلاثة أشهر من الخبرة في المستشفى للخدمة في الخارج.
بحلول عام 1916، كانت المستشفيات العسكرية في المنزل توظف حوالي 8000 ممرض مدرب بحوالي 126000 سرير، وكان هناك 4000 ممرض في الخارج مع 93000 سرير. بحلول عام 1918، كان هناك حوالي 80.000 عضو في VAD: 12.000 ممرض يعملون في المستشفيات العسكرية و 60.000 متطوع بدون أجر يعملون في المستشفيات المساعدة من مختلف الأنواع. كان لبعض المتطوعين موقف مغرور تجاه الممرضات بأجر.
كانت أجهزة المساعدة البُطينية إضافة غير سهلة إلى رتبة المستشفيات العسكرية ونظامها. كانوا يفتقرون إلى المهارة المتقدمة والانضباط للممرضات المحترفين المدربين وكانوا في كثير من الأحيان ينتقدون مهنة التمريض. تحسنت العلاقات مع استمرار الحرب: زاد أعضاء مفرزة المساعدة التطوعية من مهاراتهم وكفاءتهم وكان الممرضون المدربون أكثر قبولًا لمساهمات المتطوعون. خلال أربع سنوات من الحرب، عمل 38000 عامل مساعد في المستشفيات وخدموا كسائقي سيارات إسعاف وطهاة. خدم المتطوعون بالقرب من الجبهة الغربية وفي بلاد ما بين النهرين وجاليبولي. تم افتتاح مستشفيات مفرزة المساعدة التطوعية أيضًا في معظم المدن الكبيرة في بريطانيا. في وقت لاحق، تم إرسال المتطوعين أيضًا إلى الجبهة الشرقية. لقد قدموا مصدرًا لا يقدر بثمن للمساعدة بجانب السرير في المجهود الحربي. تم تزيين العديد من الخدمات المتميزة.
في نهاية الحرب، اتفق قادة مهنة التمريض على أنه لا ينبغي السماح بأجهزة المساعدة البُطينية غير المدربة في السجل المُنشأ حديثًا للممرضات.

## ممرضات مفرزة المساعدة التطوعية البارزات

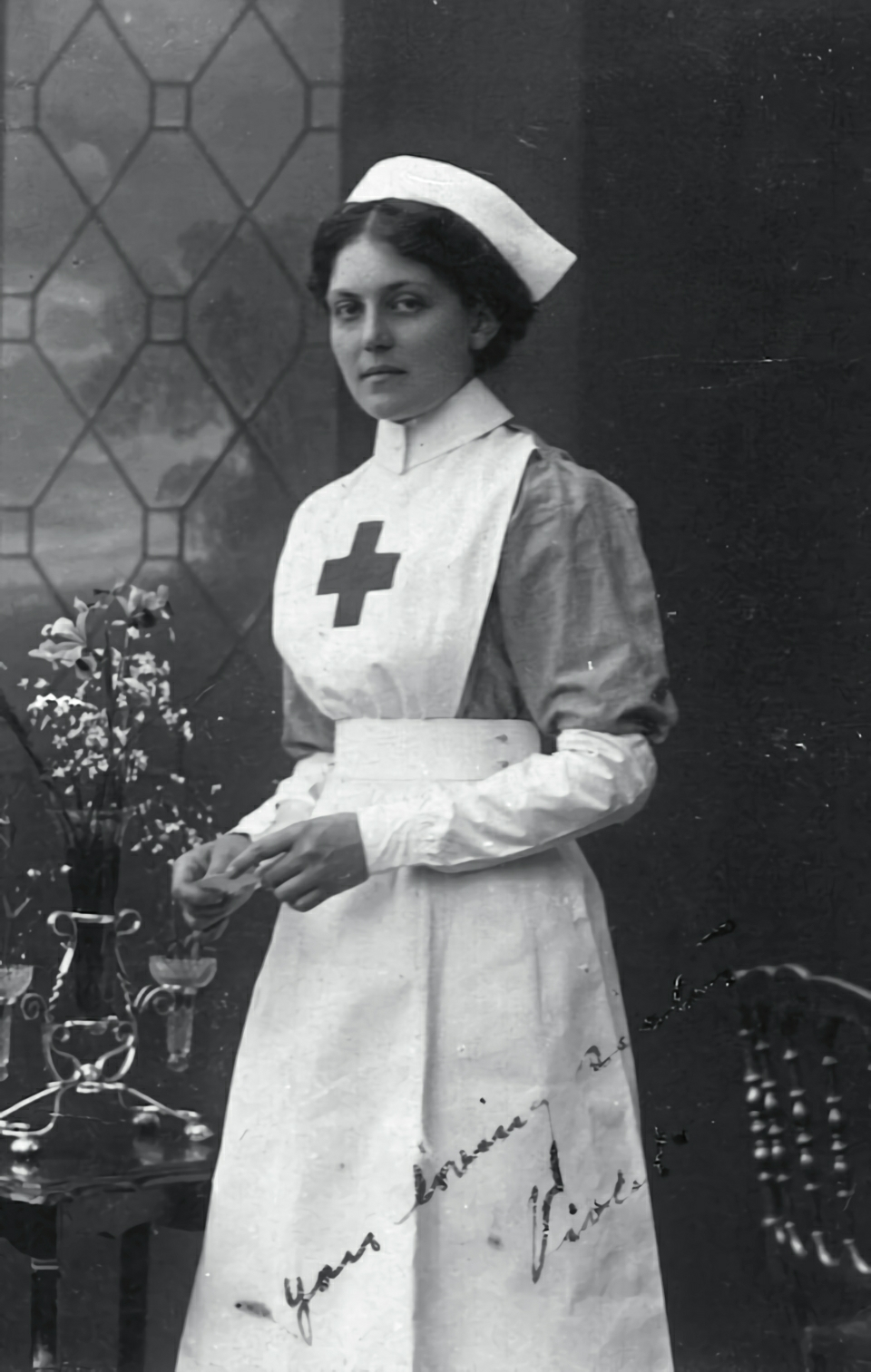
فيوليت جيسوب في زيها الرسمي لفرقة المساعدة التطوعية

### المذكرات
تركت بعض النتطوعات في المفرزة سجلات مكتوبة لخدمتهم:
- إنيد باغنولد، المؤلف البريطاني لرواية مخمل قومي (رواية)، التي استند إليها فيلم عام 1944 مع إليزابيث تايلور. ويرتبط سردها لتجاربها في مذكراتها بعنوان يوميات بلا تواريخ " نشرت عام 1918.
- فيرا بريتين، المؤلفة البريطانية لمذكرات عام 1933 الأكثر مبيعًا شهادة الشباب، تسرد تجاربها خلال الحرب العالمية الأولى
- أجاثا كريستي، كاتبة بريطانية تقدم تفاصيل موجزة عن تجاربها في VAD في سيرتها الذاتية التي نُشرت بعد وفاتها
- فرانسيس كلويت، من نيوفاوندلاند، تصف رسائلها أهوال الحرب العالمية الأولى
- السيدة أورسولا دابو، مؤلفة إنجليزية توضح تفاصيل تجربتها في جهاز المساعدة البُطينية في مذكراتها بعنوان الفتاة ذات ذروة الأرملة: المذكرات
- إي إم ديلافيلد، المؤلف البريطاني لسلسلة يوميات سيدة إقليمية وحوالي 30 رواية أخرى ؛ زودتها خبرتها في العمل في مستشفى إكستر في أيه دي بمواد لإحدى رواياتها الأكثر شهرة، عمال الحرب، التي نُشرت عام 1918[8]
- كتبت مولي سكينر (تحت اسم plume RE Leake) Letters of a VAD (لندن: أندرو ميلروز، 1918)

### العاملين في المجال الطبي
الأشخاص البارزون لمساهماتهم في التمريض أو الصحة أو العلوم، أو لخدمة مفرزة المساعدة التطوعية نفسها:
- السيدة آن بريانز، رئيس قيادة الشرق الأوسط لفرز المساعدة التطوعية خلال الحرب العالمية الثانية، والمدير الأول (والرئيس لاحقًا) لقسم رعاية مستشفيات خدمة سانت جون والصليب الأحمر في عام 1945، ونائب رئيس اللجنة التنفيذية للصليب الأحمر البريطاني في 1964
- إديث كليف، قائدة مستشفى جليدو هول العسكري، واحدة من العديد من هؤلاء المديرين الذين تم تكريمهم لعملها في التمريض
- فيوليت جيسوب، مضيفة بحرية بريطانية تدربت كممرضة في أيه دي بعد اندلاع الحرب العالمية الأولى. كانت مضيفة على متن السفينة آر إم إس تيتانيك عندما غرقت في عام 1912 وكانت أيضًا على متن سفينة المستشفى إتش إم إتش إس بريتانيك (السفينة الشقيقة تيتانيك ) ) كممرضة للصليب الأحمر عندما غرقت عام 1916
- مارجوري ستيفنسون، عالمة كيمياء حيوية، وعالمة جراثيم، وواحدة من أول امرأتين تم انتخابهما في الجمعية الملكية في عام 1945

### آخرون
برز العديد من الأفراد في مجالاتٍ أخرى بعد الحرب:
- إيدا نانسي أشبورن، ناظرة أسترالية
- ماري بوردن، الروائية الأنجلو أمريكية
- ماي ويديربورن كانان، الشاعر البريطاني
- السيدة راشيل كرودي، ممرضة إنجليزية كانت رئيسة قسم تجارة الأفيون وقسم القضايا الاجتماعية في عصبة الأمم من عام 1919 إلى عام 1931.
- لوتي دود، رياضية إنجليزية اشتهرت كلاعبة تنس. فازت ببطولة ويمبلدون الفردية للسيدات خمس مرات في أواخر القرن التاسع عشر.
- أميليا إيرهارت، رائدة الطيران الأمريكية
- هيلدا ماي جوردون، رسامة بريطانية
- هاتي جاك، ممثلة كوميدية إنجليزية
- نعومي ميتشيسون، كاتبة اسكتلندية
- أوليفيا روبرتسون، مؤلفة بريطانية وشريكة في تأسيس زمالة إيزيس
- صوفيا دوليب سينغ، حق الاقتراع
- فريا ستارك، المستكشفة وكاتبة الرحلات
- جيسي تريل، رسامة أسترالية[9]
- إليانور فاشيل، عالم النبات الويلزي
- آنا زينكيسن، رسامة ورسامة اسكتلندية[10]
- دوريس زينكيسن، رسامة اسكتلندية وفنانة تجارية ومصممة مسرحية[10]